# La máquina de copiar gente
La máquina de copiar gente est une bande dessinée espagnole illustrée par Francisco Ibáñez, appartenant à la franchise Mortadel et Filémon, éditée en 1978.

## Synopsis
La dernière invention du Pr Bacterio, la machine à copier les gens, a été volée. Cette machine est utilisée pour copier des personnes avec une personnalité différente. D'une part, on insère une photographie de la personne que l'on veut copier et, d'autre part, on insère l'encéphalogramme avec le type de mentalité que l'on souhaite. Le résultat est une copie exacte du sujet mais avec une mentalité différente.
Mortadel et Filémon seront chargés de récupérer l'invention volée et d'empêcher les copies de personnes réalisées par le voleur de commettre des délits.

## Adaptation
La ma chine apparaît dans le film réalisé avec des acteurs en prise de vues réelles, Mortadel et Filémon.
La bande dessinée est adaptée dans son intégralité dans l'épisode de la série télévisée homonyme, sous le titre La Machine à cloner.